# 바이킹 라인
바이킹 라인(Viking Line)은 핀란드, 올란드 제도, 스웨덴, 에스토니아 사이에 연락선과 크루즈를 운용하는 핀란드의 선박 기업이다. 바이킹 라인의 주식은 나스닥 헬싱키에 상장되어 있다. 바이킹 라인은 올란드 제도에서 운영된다.
바이킹 라인의 역사는 1959년으로 거슬러 올라가는데, 핀란드 올란도 제도의 거주인들과 사업가들이 Rederi Ab Vikinglinjen을 설립하고 영국의 증기기관 카페리 SS 디너드를 인수한 뒤 SS 바이킹으로 사명으르 바꾸어 코르포(핀란드)-마리에함(올란도)-그라도(스웨덴)간 항로 서비스를 시작했다.:18–20

## 같이 보기
- 바이킹